# Benedikt Mayer
Benedikt Mayer (* 11. November 1953 in Racine, Wisconsin, Vereinigte Staaten) ist ein deutscher Politiker. Von 2011 bis 2018 war er Bundesschatzmeister der Partei Bündnis 90/Die Grünen.

## Leben
Benedikt Mayer wurde in den Vereinigten Staaten als Sohn einer Amerikanerin und des deutschen Autors Carl Amery geboren und wuchs zweisprachig in München-Giesing auf. Mayer studierte Englisch und Geschichte auf Lehramt und machte danach eine Ausbildung im Steuerfach und sich beruflich selbstständig. Er lebt heute mit seiner Familie in Emmering.

## Politische Laufbahn
1990 wurde Benedikt Mayer Mitglied der Partei Bündnis 90/Die Grünen. Mayer war von 2000 bis 2011 Landesschatzmeister der bayerischen Grünen sowie Geschäftsführer des Landesverbandes Bayern. Seit den Kommunalwahlen in Bayern 2002 sitzt er im Ebersberger Kreistag. Bei den Bundestagswahlkämpfen 2005 und 2009 war er in der Kommission zur finanztechnischen Begleitung. 2008 war er Kandidat bei der Landtagswahl in Bayern. Beim Bundesparteitag im November 2011 in Kiel wurde er als Nachfolger von Dietmar Strehl mit 96 % als Bundesschatzmeister in den Bundesvorstand gewählt. 2013 und 2015 wurde er auf den Bundesdelegiertenkonferenzen mit 91,8 % beziehungsweise 96,8 % jeweils in diesem Amt bestätigt. Im Januar 2018 wurde er mit 94,03 % der Stimmen wiedergewählt. Im August 2018 kündigte er an, sein Amt zur Bundesdelegiertenkonferenz im November 2018 aus gesundheitlichen Gründen niederzulegen. Zu seinem Nachfolger wurde Marc Urbatsch gewählt.